# Strike (muziekgroep)
Strike was een kort bestaande danceact die bestond uit de producers Matt Cantor en Andy Gardner met zangeres Victoria Newton. De groep is vooral bekend van de hit U Sure Do (1995) en maakte één album.

## Geschiedenis
Strike werd in 1994 opgericht door Matt Cantor en Andy Gardner. De single Formula One (1994) deed weinig, maar met U Sure Do bereikte de groep in meerdere landen de hitlijsten. Het project had nog geen zangeres en de track is vooral opgebouwd uit samples. 
Het succes deed ze besluiten een act te bouwen rondom Strike. Daarvoor werd zangeres Victoria Newton aangetrokken. Daarmee werden meerdere singles opgenomen en ze werd het gezicht van Strike. Begin 1997 verscheen het album I saw the future, waarop de meeste eerdere singles aanwezig zijn samen met nieuw werk. Naast Victoria Newton is ook rapper Karl "K-Gee" Newton te horen op enkele tracks. De groep ging met het album op tournee en speelde in de voorprogramma's van de Spice Girls en de Backstreet Boys.
Na 1997 viel Strike geruisloos uiteen. Matt Cantor richtte zich vanaf dat moment op The Freestylers. Andy Garner dook later op als een van de Plump DJs. Victoria Newton ging solo en bracht in 1999 de single Martha's harbour uit. In 2003 verscheen het album The Song is You.
In 2006 werd nog een nieuwe versie van U Sure do uitgebracht.

## Discografie

### Singles
- Formula One (1994)
- U Sure Do (1995)
- The Morning after (1995)
- The biteback EP (1995)
- Inspiration (1996)
- My love is for real (1996)
- I have peace (1997)

### Albums
- I saw the future (1997)